# Oblaski (Nieporaz)
Oblaski (lub Oblaszki) – część wsi Nieporaz w Polsce położona w województwie małopolskim, w powiecie chrzanowskim, w gminie Alwernia.
Leży w Puszczy Dulowskiej. Na południe od Oblasków znajduje się zniesiony przysiółek Kazimierówka, dawniej odrębna gmina jednostkowa.
Zabudowania leśniczówki zostały wzniesione na polecenie Potockich, jako osada dla pracownika (lata nieznane). Obecnie znajduje się tam stadnina koni pod nazwą "Gospodarstwo Oblaszki".
W latach 1975–1998 Oblaski należały administracyjnie do województwa krakowskiego.